# Déficience en sucrase-isomaltase
Le déficience en sucrase-isomaltase ou intolérance au saccharose et aux amidons est une maladie rare. C'est une maladie héréditaire à transmission autosomique, qui résulte en des déficiences enzymatiques, qui ont pour conséquence une malabsorption de tous les sucres (oligosaccharides, disaccharides) autres que le glucose et le fructose. À cette pathologie sont associés différents types de mutations génétiques, qui conduisent à des niveaux d'intolérance différents suivant les individus . Les enzymes impactées sont la saccharase (pour l'assimilation du saccharose), l'isomaltase et la palatinase (pour l'assimilation des amidons), et parfois la lactase (assimilation du lactose). Les mécanismes de cette déficience sont mal connus aujourd'hui. Les mutations se traduisent pas différentes anomalies de transport, d'adressage et de repliement des protéines, qui ont pour conséquence des activités réduites de la saccharase, de l'isomaltase, de la palatinase, et de la lactase.
Cette maladie est caractérisée par des symptômes essentiellement d'ordre digestifs, mais également ORL (diarrhées, ballonnements abdominaux, vomissements, malabsorption, déshydratation, perte de poids significative, reflux gastro-œsophagien, rhinopharyngite, sinusite, bronchite, irritabilité). Ces symptômes apparaissent généralement lors de l'introduction du saccharose (sucre) et de l'amidon dans le régime de l'enfant. Néanmoins, dans certains cas, la pathologie est peu sévère dans l'enfance et n'empêche pas le développement de l'enfant, mais se révèle pleinement entre 19 et 25 ans à la suite d'une dégradation de la tolérance. En dehors de certaines prévalences ethniques, la pathologie est classée en 3 grandes familles : intolérance au saccharose et aux amidons / intolérance au saccharose et intolérance partielle aux amidons / intolérance au saccharose, aux amidons et au lactose.
Le diagnostic est définitivement posé à la suite de la réalisation de mesures enzymatiques sur des biopsies prélevées dans le duodénum. Ces mesures sont rarement réalisées, et sont essentiellement effectuées en pédiatrie sur des enfants dont le pronostic vital est engagé, après échec de diagnostic devant des diarrhées récidivantes.
Il n'y a pas de traitement actuellement pour cette maladie. Le saccharose et les amidons doivent être exclus du régime alimentaire, dans des proportions qui dépendent de la tolérance de chaque individu. La tolérance généralement observée est inférieure à 1 gramme de saccharose par repas, et 30 grammes d'amidon par jour.
Il existe des enzymes de substitution pour améliorer l'assimilation du saccharose (Sucraid , Bi-Myconase ), mais aucune pour les amidons. Ces enzymes permettent au patient d'accroître ses apports glucidiques, et de limiter les symptômes lors de repas pris à l'extérieur. En France ces enzymes de substitution peuvent être obtenues en pharmacie hospitalière via une ATU (Autorisation Temporaire d'Utilisation), sur prescription d'un gastro-entérologue.
Des évolutions différentes avec l'âge sont observées suivant les individus. Il est souvent observé une amélioration de la tolérance entre 13 et 15 ans, puis une nouvelle dégradation entre 19 et 25 ans.